# Pandanus sinicola
Pandanus sinicola là một loài thực vật có hoa trong họ Dứa dại. Loài này được A.C.Sm. miêu tả khoa học đầu tiên năm 1936.